# 3-й Башкирский пехотный полк
3-й Башкирский пехотный (стрелковый) полк — военное формирование Башкирской армии во время Гражданской войны в России.

## История
Во второй декаде июля 1918 года Правительство Башкурдистана объявило мобилизацию башкир Уфимского уезда и предпринял первые попытки формирования 3-го полка. Однако из-за противодействий властей Уфимской губернии, подчинённых Комучу, призыв был приостановлен, а уже набранные призывники были отправлены в Уфу в распоряжение частей Народной армии.
Второе формирование 3-го Башкирского пехотного полка было начато 24 июля 1918 года в Златоустовском уезде. В результате призыва 12 башкирских волостей Златоустовского уезда полк полностью был обеспечен рядовым личным составом. В течение августа-сентября 1918 года 3-й полк проходил боевую подготовку, был укомплектован офицерскими кадрами, обмундированием, вооружением и снаряжением. В формировании полка активно принимали участие Курбангалиевы.
В июле 1918 года согласно приказу Башкирского военного совета командиром полка был назначен С. Г. Бикмеев, однако по прибытии он был переведен в другую должность. Командиром полка был назначен подполковник Терегулов.
Во второй половине августа 1918 года 4-й Башкирский пехотный полк был разделен: 1-й батальон был переведен в Уфу, 2-й батальон остался в городе Златоусте. Позже эти батальоны так и не соединились, а наименование части как «3-й Башкирский пехотный полк» осталось за 2-м батальоном.
3-й Башкирский пехотный полк находился в составе следующих военных соединений и групп: 1-я Башкирская пехотная дивизия, группа полковника Махина (1-й батальон полка), Сводный корпус (2-й батальон полка).
В сентябре 1918 года во время работы Государственного совещания в Уфе 1-й батальон полка в составе 900 солдат находился в Уфе и контролировал город.
В конце сентября 1918 года Красная Армия начала наступление на Сызрань — с севера продвигалась 24-я Симбирская, с северо-запада Инзенская, с запада Пензенская и с юга Вольская дивизии 1-й армии РККА. Согласно приказу Комуча 1-й батальон 3-го Башкирского полка вместе с подполковником Терегуловым и его помощником Мухаметхаруном Курбангалиевым был отправлен в Сызрань. В октябре-ноябре 1918 года 3-й Башкирский пехотный полк участвовал в сражениях Поволжском фронте — в обороне Сызрани, Самары выполнял различные боевые задачи в составе Сводного корпуса (Волжский армейский корпус) под командованием генерал-майора В. О. Каппеля.
30 сентября 1918 года в Сызрани началась эвакуация имущества и войск, на следующий день 1-й батальон 3-го Башкирского пехотного полка занял позиции на Батракских высотах около железнодорожного моста. Батальон являлся единственной воинской частью прикрывавшей отход из города. Полки Симбирской дивизии Красной Армии стремясь не допустить вывоз военного имущества, попытались занять железнодорожный мост. Но 1-й батальон 3-го Башкирского полка отбил их атаки и тем самым позволил последним эшелонам Народной армии покинуть Сызрань. Однако красным частям удалось отрезать батальон от моста. Находившиеся на другой стороне Волги войска белых (2-я дивизия Народной армии и 3 чехословацких полка) не оказали никакой поддержки батальону. Под обстрелом противника солдаты батальона под командованием М. Г. Курбангалиева форсировали Волгу на лодках и отступив к Самаре и заняли там оборону. Потери башкир во время обороны Сызрани убитыми и ранеными составляли около 70 % батальона. 7 сентября башкиры и чехословаки оставили Самару.
После этого 3-й полк под командованием Г. Г. Таган в составе войск Каппеля принимал участие в ожесточенном сражении при Тюпкильды. Несмотря на победу в этом сражении, под давлением новых сил РККА Белым частям пришлось отступить в Уфу.
3-й полк являлся единственным башкирским полком, который с октября 1918 года был оторван от основных сил Башкирской армии и не находился под контролем Правительство Башкурдистана. К началу января 1919 года командующему А. А. Валидову удалось соединить практически все башкирские части в Башкирский корпус, кроме находившиеся в составе войск Каппеля 3-го полка. Штаб Башкирского корпуса вплоть до 18 февраля надеялось присоединить 3-й полк в состав своей 2-й дивизии. Однако командование Белых войск не позволяло этого сделать.
В феврале 1919 года, после перехода Башкирского Правительства и армии на сторону Советской власти, согласно приказу командующего Западной армии М. В. Ханжина полк был расформирован.

## Командиры
- подполковник Терегулов (июль 1918 года — сентябрь 1918 года)
- поручик Г. Г. Таган (октябрь 1918 года — февраль 1919 года)